# Eduard Zuckmayer

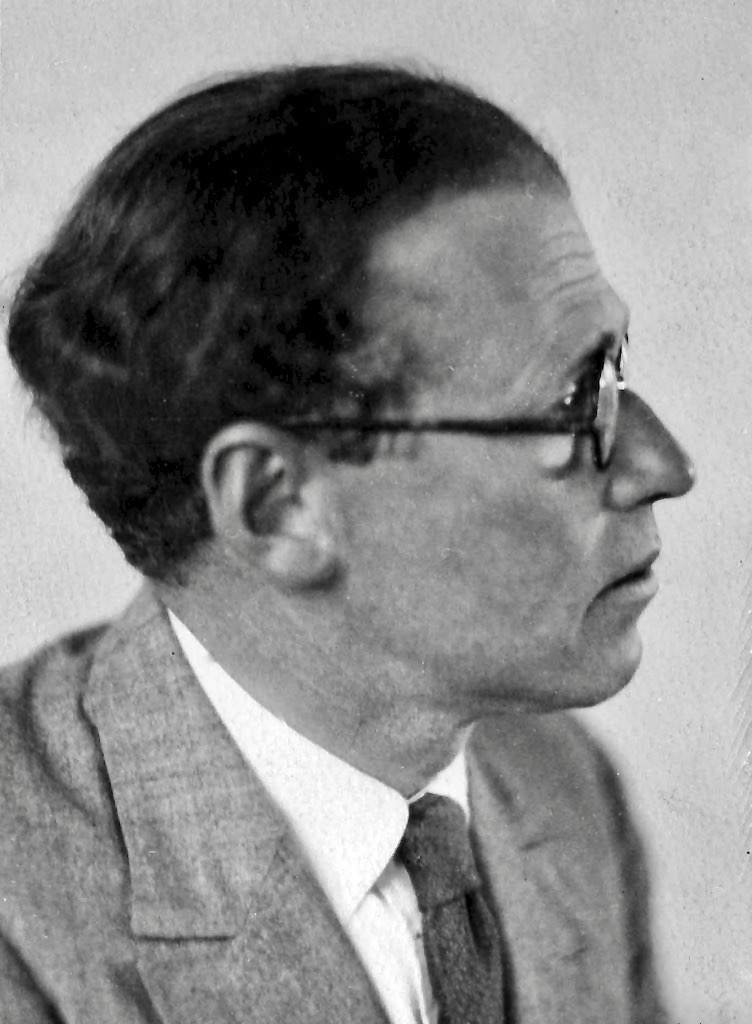
Eduard Zuckmayer

Eduard Zuckmayer (* 3. August 1890 in Nackenheim (Rheinhessen); † 2. Juli 1972 in Ankara, Türkei) war ein deutscher Musikpädagoge, Komponist, Chor- und Orchesterleiter, Dirigent und Pianist. Er war der ältere Bruder des deutschen Schriftstellers Carl Zuckmayer.

## Familie

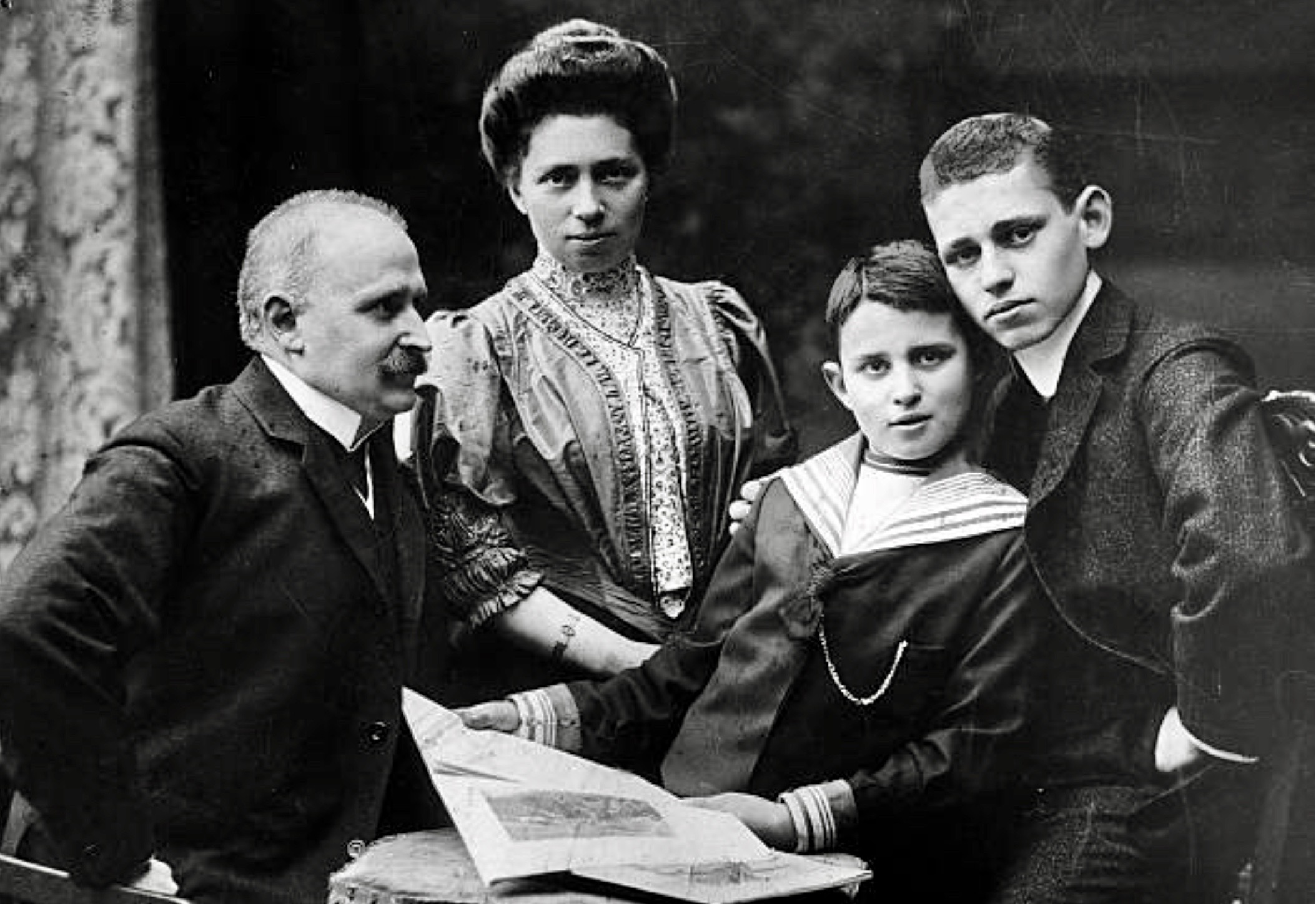
Familie Zuckmayer im Juli 1906, von links: Carl sen., Amalie, Carl jun., Eduard

Eduard Zuckmayer, der namentlich nach seinem Großvater mütterlicherseits getauft wurde, war der erstgeborene Sohn des wohlhabenden römisch-katholischen Weinkapselfabrikanten Carl Zuckmayer und dessen evangelisch-lutherischer Ehefrau Amalie Friederike Auguste (* 6. Juni 1869 in Mainz; † 29. August 1954 in Oberstdorf), geborene Goldschmidt, die am 30. Juni 1888 in Mainz geheiratet hatten. Die Eltern der Mutter, der in Mainz ansässige Redakteur der Deutschen Weinzeitung, Eduard Goldschmidt (* 28. März 1842 in Bingen; † 12. August 1919 in Mainz), und dessen Ehefrau Rosalia (geboren am 23. Februar 1843 in Mainz; † 19. März 1917 ebenda), geborene Canstadt, waren in jungen Jahren vom Judentum zum Christentum (hier: Protestantismus) konvertiert; Eduard Goldschmidt war evangelischer Kirchenrat. Eduard Zuckmayer wurde im Sinne seines Vaters römisch-katholisch erzogen, ebenso sein jüngerer Bruder Carl (* 27. Dezember 1896 in Nackenheim, Rheinhessen; † 18. Januar 1977 in Visp, Kanton Wallis, Schweiz). Ihr Onkel war der Politiker Joseph Zuckmayer.

## Schule, Ausbildung und Studium
Ab seinem sechsten Lebensjahr erhielt Eduard Zuckmayer Klavierunterricht, mit zwölf Jahren fing er an, zu komponieren. Nach seiner Reifeprüfung begann er im Jahr 1908 kurzzeitig ein Studium der Rechtswissenschaften und der Musik an der Ludwig-Maximilians-Universität in München. 1909 nahm er in Berlin in Klavier und Komposition Privatunterricht bei dem Pianisten James Kwast und dem Komponisten Robert Kahn. Bis 1914 besuchte er am Konservatorium in Köln die Dirigentenschule Fritz Steinbachs und war ebenda Klavierschüler bei Lazzaro Uzielli.

## Militärdienst im Ersten Weltkrieg
Von 1914 bis 1918 nahm er als Kriegsfreiwilliger am Ersten Weltkrieg teil, zuletzt als Angehöriger des XVIII. Armeekorps unter General Viktor Albrecht. Das Kriegsende erlebte er als Leutnant der Reserve und Kompanieführer im 5. Rheinischen Infanterie-Regiment 65 (IR 65). Ausgezeichnet mit dem Eisernen Kreuz II. und I. Klasse, wurde er 1918, während der Rückzugskämpfe an der Westfront, schwer verwundet. Wie viele andere Kriegsteilnehmer berief sich Zuckmayer nach dem 30. Januar 1933 vergeblich auf seine Tapferkeitsauszeichnungen, in der Hoffnung, seinen Beruf im NS-Staat weiter fortführen zu können.

## Wirken vor der Emigration

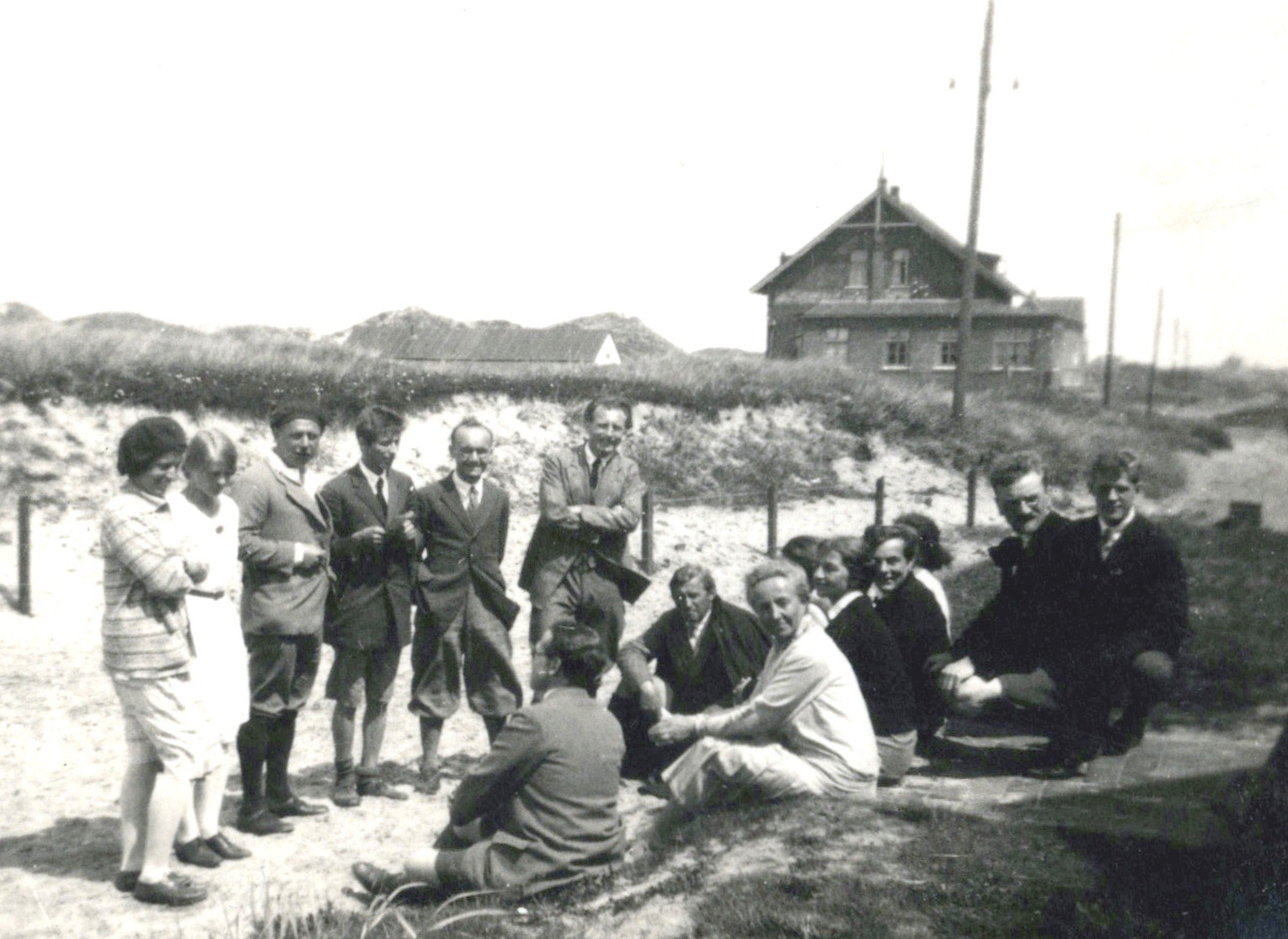
Schule am Meer im Loog auf Juist: 3. v. links Martin Luserke, Paul Reiner in dunklem Sakko mit Blick zum Fotografen in der Mitte der Gruppe sitzend, Eduard Zuckmayer mittig im Vordergrund mit dem Rücken zum Fotografen sitzend, 2. v. rechts Rudolf Aeschlimann, ca. 1929

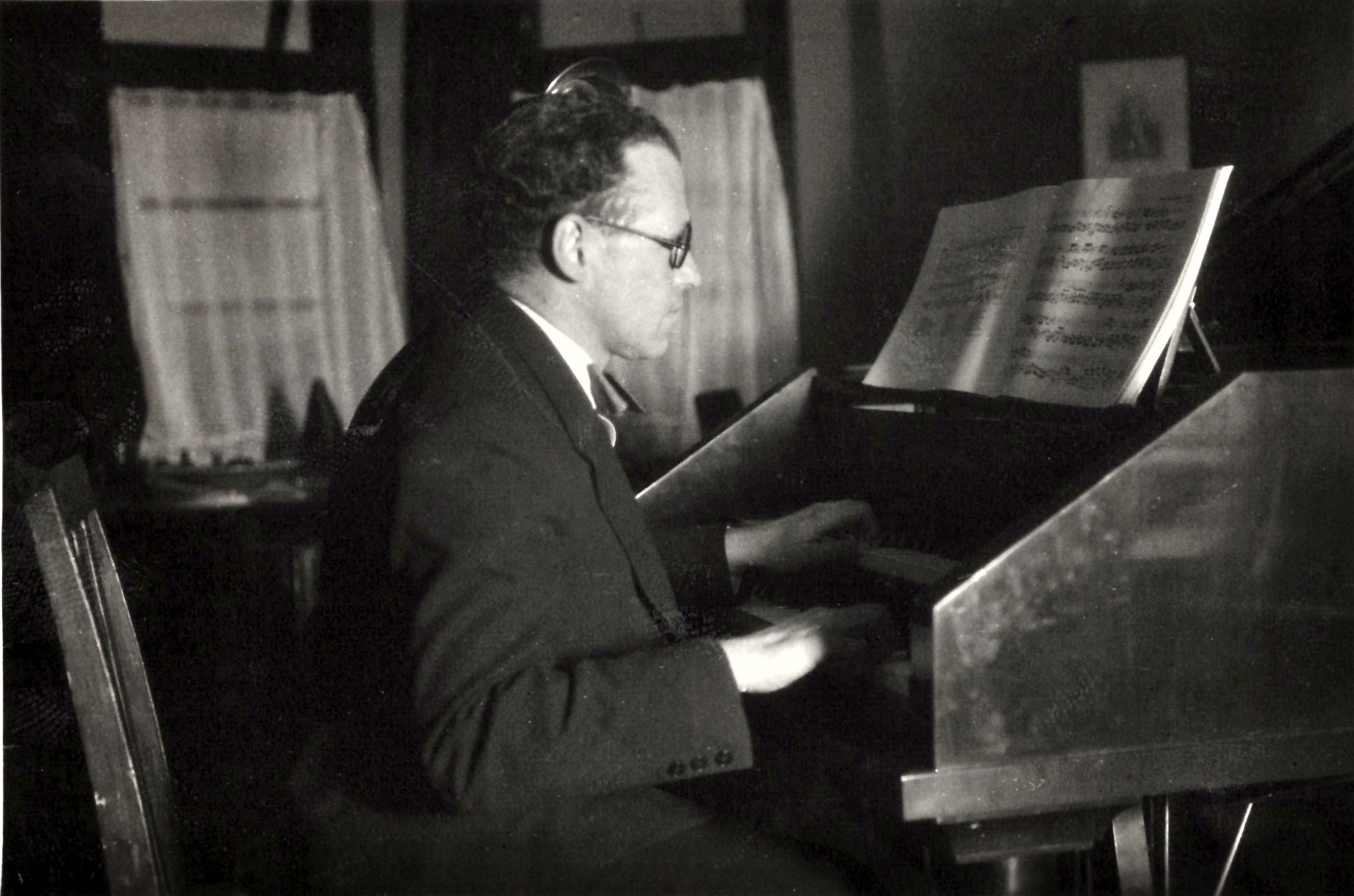
Eduard Zuckmayer am Cembalo in der Schule am Meer, um 1930

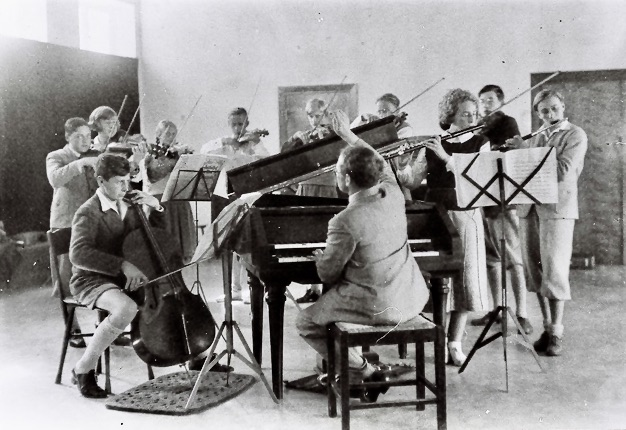
Eduard Zuckmayer dirigiert vom Cembalo aus einige Mitglieder des Schulorchesters im Musiksaal der Bühnenhalle der Schule am Meer, ca. 1931

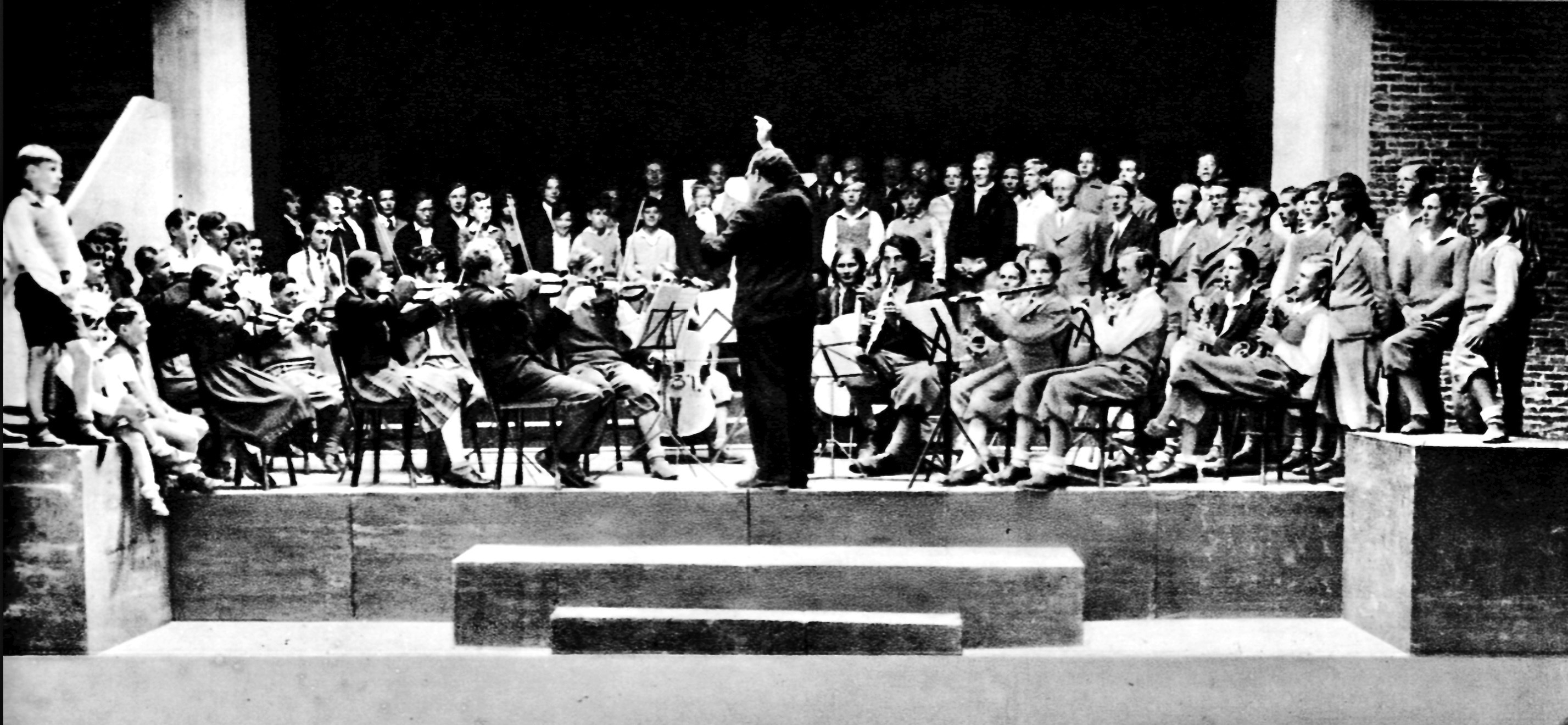
Eduard Zuckmayer dirigiert den Chor und das Orchester der Schule am Meer in deren schuleigener Theaterhalle, ca. 1931

1914 bestand er seine Prüfungen als Solopianist und Konzertdirigent mit der Note 1,0 und erlangte damit die Konzertreife. In Köln wurde er mit dem renommierten Franz-Wüllner-Preis ausgezeichnet. Er wirkte ab 1915 als Kapellmeister und Solorepetitor am Stadttheater Mainz. Die Frankfurter Zeitung und andere angesehene Zeitungen rühmten ihn als Dirigenten mit Charisma und einer großen pädagogischen Intuition, als aufkommenden Star am deutschen Musikhimmel.
Im Ersten Weltkrieg sollte er als Künstler in der Etappe eingesetzt werden, was er jedoch ablehnte. Stattdessen diente er zunächst kurzzeitig als Militärmusiker, bis er sich freiwillig für den militärischen Einsatz an der Front meldete. Beim Rückzug der deutschen Truppen aus Frankreich im Jahr 1918 wurde er schwerverwundet. Ein Geschoss zerschmetterte seinen untersten Rückenwirbel und die Sitzknochen, so dass die Splitter in den Darm eindrangen.
Von 1919 bis 1925 lebte Eduard Zuckmayer als freier Pianist, Dirigent und Musiklehrer in Frankfurt am Main. Am 14. April 1920 trat er beispielsweise mit dem Violinisten Max Strub im dortigen Saalbau auf. In Frankfurt am Main wurde er im Jahr 1922 von Paul Hindemith damit betraut, dessen Sonate in D für Violine und Klavier op. 11, Nr. 2 zusammen mit Strub uraufzuführen.
1923 war er Mitbegründer der Gesellschaft für Neue Musik Mainz-Wiesbaden.

„Ich hatte bald erkannt, daß der Neuen Musik im Grunde die neue Gesellschaft, das neue Volk vorausgehen müsse. […] In der politisch so zerrissenen Zeit schien mir dies nur durch Erziehung einer neuen, jungen Generation möglich.“

Von 1923 bis 1925 leitete er eine Klavierklasse am Konservatorium in Mainz.
Eduard Zuckmayer begeisterte sich für die mit der Jugendmusikbewegung einhergehende Aufwertung der Laienmusik, distanzierte sich vom klassischen Musikbetrieb und brach die vielversprechende künstlerische Laufbahn als Konzertpianist ab.
Stattdessen folgte er 1925 dem Ruf des Sezessionisten der Freien Schulgemeinde in Wickersdorf bei Saalfeld im Thüringer Wald, Martin Luserke, ihm als Musikerzieher in das im selben Jahr sehr waghalsig gegründete Landerziehungsheim Schule am Meer auf die ostfriesische Insel Juist zu folgen. Zwischen Wattenmeer und Nordseestrand zählten beispielsweise Felicitas Kukuck, Werner Rings und Jens Rohwer zu seinen Schülern, zu seinen Kollegen u. a. Rudolf Aeschlimann, Fritz Hafner, Walter Jockisch, Friedrich Könekamp, Heinrich Meyer, das Ehepaar Anni und Paul Reiner, Günther Rönnebeck, Gerhart Sieveking sowie Kurt Sydow.
In diesem Internat, in dem „Sport, Laienspiel und Musik wichtige Elemente der pädagogischen Ausrichtung waren und Musikerziehung als »Brückenschlag zwischen Kunst und Leben« verstanden wurde“, lernte Zuckmayer auch die nominelle Ehefrau seines dortigen Kollegen Walter Jockisch, Gisela (1905–1985), geborene Günther, kennen, eine Journalistin, die ihm später mit ihrer vorehelichen Tochter Michele in die Türkei folgte, wo sie 1947 heirateten.
Im Laufe des Jahres 1933 zeichnete sich ab, dass die Schule am Meer unter der nationalsozialistischen Herrschaft keine Perspektive für einen Fortbestand als autonomes privates Internat haben würde. 1934 wurde die Schule unter dem Druck der nationalsozialistischen „Gleichschaltung“ und des Antisemitismus geschlossen. Zuckmayer wechselte an die Odenwaldschule in das südhessische Ober-Hambach, suchte aber offenbar nach weiteren Optionen. Seine Bewerbung als Musiklehrer an der im April 1934 neu gegründeten Quäkerschule Eerde in der niederländischen Provinz Overijssel, einer Exilantenschule für Diskriminierte und Verfolgte des NS-Staats, wurde aufgrund seiner ausbleibenden Beteiligung am obligatorischen praktischen Arbeiten auf dem Schulareal letztlich abgelehnt.
Im August 1935 schloss ihn die Reichsmusikkammer (RMK) aus „rassischen“ Gründen aus, weil seine Mutter jüdischer Herkunft war. Damit war ein sofortiges und vollständiges Berufsverbot auf musikalischem Gebiet verbunden. Zuckmayer musste sich neu orientieren, blieb aber noch bis 1936 an der Odenwaldschule.

## Wirken nach der Emigration

### Exil in Ankara

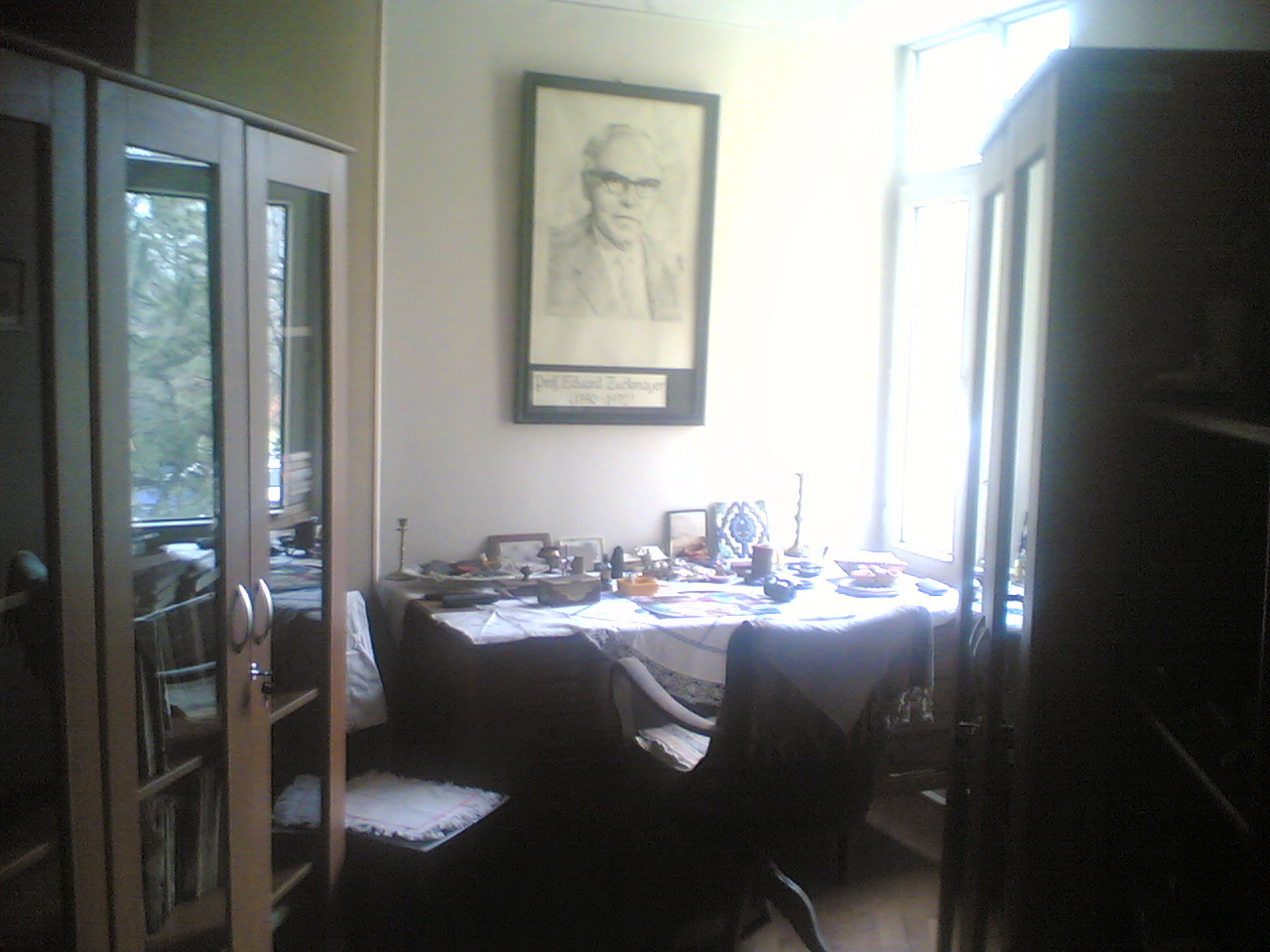
Eduard Zuckmayers Büro in Ankara

Paul Hindemith, den Zuckmayer bereits aus den 1920er Jahren kannte, kehrte 1935 von seinem ersten Türkei-Aufenthalt zurück, traf sich mit Zuckmayer in Heppenheim an der Bergstraße und schlug ihm vor, in der Türkei zu arbeiten. Zuckmayer akzeptierte diesen Vorschlag und emigrierte im April 1936 in die Türkei. Auf dem Weg machte er in Brissago im Kanton Tessin am Lago Maggiore Zwischenstation bei Anni Reiner (1891–1972), der emigrierten Witwe seines ehemaligen Kollegen Paul Reiner. In Ankara, wo sich eine Exilgemeinde namhafter deutscher Wissenschaftler und Künstler versammelt hatte, wurde Zuckmayer auf Empfehlung Paul Hindemiths zunächst Lehrer am Musiklehrerseminar (Musiki Muallim Mektebi) und am staatlichen Konservatorium (Devlet Konservatuar). Er war Leiter des Schulorchesters und des Madrigalchores und zudem Stellvertreter Hindemiths, der mit der Reform des türkischen Musiklebens beauftragt war.
1938 kam seine spätere Ehefrau, Gisela Jockisch (1905–1985), geborene Günther, zusammen mit ihrer Tochter Michaela „Michele“ nachgereist, weil Zuckmayer inzwischen von einer gesicherten Existenz in der Türkei ausgehen konnte. Im selben Jahr wurde er auch zum Leiter der Musikabteilung an der pädagogischen Hochschule Gazi Eğitim Enstitüsü berufen, aus der die heutige Gazi-Universität hervorging.

„Er war ein sehr feiner, ein sehr stiller Mann, der nie irgendwie temperamentvoll etwas dahergemacht hat, aber – auch wenn ich sehr unmusikalisch bin von Natur aus – ich weiß doch sehr genau, wenn er sich ans Klavier setzte und spielte, dann ging von ihm eine Atmosphäre aus, die ganz einzigartig war.“

### Internierung und Neubeginn
Am 2. August 1944 brach die Türkei die diplomatischen Beziehungen zu Deutschland ab und forderte alle deutschen Staatsangehörigen zum Verlassen der Türkei auf. Wer nicht abreisen konnte oder wollte, wurde, mit wenigen Ausnahmen, interniert. Die Zeit von September 1944 bis Dezember 1945 musste daraufhin auch Eduard Zuckmayer als Internierter in der inneranatolischen Stadt Kırşehir verbringen und beteiligte sich dort aktiv am kulturellen Leben der deutschen Internierten. Sie gründeten einen Chor, der von Zuckmayer geleitet wurde. Gerhard Ruben, der Sohn von Walter Ruben, berichtete später:

„Wir hatten ja furchtbar viel Zeit, und Zuckmayer kannte natürlich die ganze klassische Musik hervorragend. Wir haben also Kirchenmusik gesungen. Da war auch ein katholischer Pfarrer interniert, und ein paar Nonnen aus Österreich. Die hielten sonntags immer Gottesdienst. Und da haben wir tatsächlich eine Messe des Kirchenmusikers Palestrina gesungen. Mitten in der Türkei!“

Nach der Aufhebung der Internierung und der Rückkehr nach Ankara nahm Zuckmayer 1946 seine früheren Tätigkeiten am Staatlichen Konservatorium wieder auf. 1950 reiste seine Frau zusammen mit Zuckmayers Adoptivtochter Michele nach Deutschland zurück und von da aus in die USA. Zuckmayer blieb und wurde zum prägenden Gestalter der türkischen Musikpädagogik. 1965, zu seinem 75. Geburtstag, hieß es in einem ihm gewidmeten Artikel:

„Es gibt keinen Musiklehrer in der Türkei, der nicht von ‚Profesör Sukmajer‘ ausgebildet wurde, und es gibt keinen Musiklehrer im Lande, um den dieser sich nicht musikalisch und pädagogisch gekümmert hätte. […] Im entferntesten Winkel Anatoliens kennt man ihn, kennt man zumindest seinen Namen. Man weiß vielleicht nicht, wie der augenblicklich zuständige Minister heißt: wer aber Zuckmayer ist, weiß praktisch jeder Lehrer im Lande.“

Eduard Zuckmayer verinnerlichte die türkische Sprache wie kaum ein anderer Türkei-Immigrant. Er setzte sich intensiv für eine Übertragung deutscher Volkslieder in die türkische Sprache ein, die dadurch in türkische Schulbücher aufgenommen wurden. Er übertrug zudem türkische Volksweisen in polyphonen Chorgesang. Während Eduard Zuckmayer in seinem Heimatland ganz im tiefen Schatten seines berühmten jüngeren Bruders Carl Zuckmayer steht, zählt er in der Türkei zu den prominentesten Protagonisten der türkischen Musikgeschichte des 20. Jahrhunderts und der nationalen Musikerziehung. Anlässlich seines 20. Todestages fand 1992 in Ankara eine Tagung über Musikerziehung in der Türkei und in Deutschland und Eduard Zuckmayer statt, bei der auch Stücke aus seinem Œuvre zur Aufführung gelangten.
Bis 1970 war Zuckmayer noch am Staatlichen Konservatorium tätig. Danach, bis zu seinem Tode, unterrichtete er privat und war als Konzertpianist und Dirigent und weiterhin auch als Berater der türkischen Regierung tätig. Die Synthese von türkischer und zeitgenössischer westlicher Musik war über die Jahrzehnte ein besonderes Anliegen des Pädagogen und Musikers Zuckmayer. Er übersetzte viele deutsche Kinder- und Schullieder ins Türkische, übertrug traditionelle türkische Volksweisen in polyphonen Chorgesang und übersetzte den Text der türkischen Nationalhymne İstiklâl Marşı in die deutsche Sprache.
Ein Teil des Briefwechsels von Eduard Zuckmayer mit Zeitgenossen findet sich in der Deutschen Nationalbibliothek (Zeitraum: 3. Mai 1916 bis 24. November 1971) und im Nachlass des Musikverlags Schott in der Staatsbibliothek zu Berlin.

## Auszeichnungen
- Franz-Wüllner-Preis[16]

## Dokumentarfilm
- Eduard Zuckmayer – Ein Musiker in der Türkei (Regie Barbara Trottnow),[31] Trailer abrufbar auf YouTube[32].
- Der Flügel am Lago Maggiore, Kurzfilm vom Barbara Trottnow, 2021, 7 Min.

## Dauerausstellung
- Die Zuckmayers – eine Familie aus Rheinhessen, Ortsmuseum Nackenheim[33]